# Shuffle!
Pour les articles homonymes, voir Shuffle.
Autre
Shuffle! est le premier visual novel produit par l'éditeur japonais Navel. Alors que la version PC est un eroge, le jeu est également sorti sur PlayStation 2 sous la forme d'un remake tous publics, Shuffle! On the Stage. Le jeu a été le point de départ d'une franchise et a fait l'objet d'adaptation en anime, manga et autres supports. Shuffle! possède à ce jour deux suites : Tick! Tack! et Really? Really!.
Shuffle! est un scénario de type « harem », où le personnage principal est aimé de plusieurs jolies filles et doit en choisir une. Le jeu possède un doublage vocal complet (sauf pour les répliques du personnage principal) et offre environ six heures de jeu pour chaque scénario possible.

## Scénario
L'histoire de Shuffle! suit la vie de Rin Tsuchimi, un lycéen japonais normal, qui est l'objet de l'attention de diverses filles. Dans le monde de Shuffle!, les humains vivent en harmonie avec les dieux (qui ont les oreilles légèrement pointues) et les diables (qui ont de grandes oreilles pointues). En dépit de leurs connotations positives ou négatives, les deux races sont de nature bonne et gentille. Rin se retrouve fiancé potentiel de Lisianthus et de Nerine, respectivement fille du roi des dieux et fille du roi des diables, qui viennent d'arriver dans son lycée. En plus de cela, il est aimé de Kaede, son amie d'enfance, d'Asa, une élève plus âgée, et de l'étrange et réservée Primula. Au cours du jeu, Rin va tomber amoureux de l'une des cinq filles et terminer le jeu avec elle.
Selon la manière de jouer, l'histoire peut varier énormément. Les adaptations de Shuffle! tentent d'incorporer tous les scénarios possibles du visual novel, mais les événements et leur ordre varient beaucoup, sans parler de la fille que Rin finit par aimer.

## Système de jeu
Pour jouer à Shuffle!, il suffit de lire et d'écouter les conversations. De temps en temps, un événement « Please Select Your Destiny » apparaît, donnant au joueur plusieurs choix de réponses ou d'actions. Ces choix détermineront qui deviendra la petite amie de Rin. Cependant, ces choix ne sont pas nombreux : selon le chemin choisi, il y aura entre 8 et 12 choix au cours du jeu. Lorsqu'un certain point du scénario est atteint, une image translucide de la petite amie de Rin apparaît. Après cela, les choix multiples sont pratiquement inexistants. À la fin du jeu une scène hentai apparaît. Il s'agit de quelques préliminaires avant une relation sexuelle avec le personnage féminin choisi. Après cette première scène, il y a encore quelques conversations puis une nouvelle scène hentai apparaît. Elle a des contenus un peu plus variés mais qui incluent toujours une fellation. Il n'y a que deux scènes érotiques quelle que soit la fille choisie, et après une autre conversation, le jeu se termine.

### Omake
Après avoir terminé le jeu une fois, le joueur peut regarder les scènes, les passages érotiques ou les scènes de fin du personnage qu'il a terminé, et réécouter la musique qu'il a entendue dans le jeu. Après avoir terminé le jeu avec la plupart des filles, le joueur peut les voir dans leurs différentes tenues, poses et expressions.

### Shuffle! On The Stage
La version du jeu sur PlayStation 2 est dépourvue de scènes érotiques. Pour compenser, le scénario pour les cinq personnages originaux a été étendu. Le joueur peut également terminer avec Kareha ou Mayumi Thyme, deux personnages qui n'existaient pas dans la version PC. Tsubomi, la petite sœur de Kareha, apparaît également dans On The Stage, dans le scénario de Kareha. Tsubomi apparaît également dans la série animée.

## Personnages principaux
Rin Tsuchimi (土見 稟, Tsuchimi Rin)Rin Tsuchimi est un lycéen de 17 ans et le personnage principal du jeu. Dans le jeu, le joueur joue le rôle de Rin. Doublé par Tomozaku Sugita dans la série animée.
Lisianthus / Kikyou (リシアンサス / キキョウ, Rishiansasu / Kikyou)Surnommée Sia, Lisianthus est la fille du roi des dieux et est venue sur Terre pour épouser Rin. Elle est énergique, enthousiaste et extravertie. Parce qu'elle a absorbé l'esprit de sa sœur Kikyou à la naissance, elle souffre de dédoublement de la personnalité. Doublée par Sayaka Aoki.
Nerine / Lycoris (ネリネ / リコリス, Nerine / Rikorisu)Nerine est la fille du roi des diables et, comme Sia, elle est aussi une fiancée potentielle de Rin. Nerine est meilleure que Sia en magie, et l'utilise parfois avec des effets dévastateurs. Comme Sia, Nerine a absorbé l'esprit de son clone Lycoris. Cependant, cela ne lui donne pas de dédoublement de la personnalité, elle peut seulement partager les émotions et le chant de Lycoris. Doublée par Haruka Nagami.
Kaede Fuyou (芙蓉 楓, Fuyō Kaede)Kaede Fuyou est l'amie d'enfance de Rin, qui a grandi avec lui quand sa mère et les parents de Rin sont morts dans un accident de voiture. Kaede s'intéresse à Rin depuis qu'ils sont au collège. Elle peut devenir psychotique quand elle voit Rin avec une autre fille. Kaede est facilement embarrassée, et elle aime beaucoup son rôle de femme au foyer. Doublée par Yuko Goto.
Asa Shigure (時雨亜沙, Shigure Asa)Asa Shigure est l'amie et la senpai (aînée) de Rin. Même si elle est de constitution faible, elle compense par une personnalité énergique. Même si elle est un peu garçon manqué, elle est excellente cuisinière. Elle utilise beaucoup de mots anglais, elle se remarque particulièrement par son « Hello ! ». Elle n'a pas de grandes oreilles (bien qu'elle soit une hapa, mi-dieu mi-diable). Certains fans du jeu pensent qu'elle cache ses oreilles sous ses rubans, mais ce n'est pas le cas. Doublée par Miki Ito.
Primula (プリムラ, Purimura)Primula est une fille étrange et réservée, qui porte souvent un chat en peluche. C'est la troisième forme de vie artificielle créée lors des expériences des dieux et des diables, mais elle s'est échappée pour partir sur Terre à la recherche de Rin. Avec son apparence enfantine, Primula apporte une touche lolicon à la série. Doublée par Hitomi.

## Thèmes
Shuffle! contient de nombreuses allusions aux fleurs. Tous les noms des personnages font référence à des fleurs ou à des variétés de plantes florales. De plus, au Japon, chaque fleur a un jour associé ainsi que certaines caractéristiques. On appelle cela hanakotoba, « langage des fleurs ». Les anniversaires et les personnalités des personnages correspondent aux fleurs auxquelles ils sont associés.
Le lycée où se déroule l'histoire, National Verbena Academy (バーベナ学園, Bābena Gakuen), fait référence au genre Verbena (verveine), qui symbolise l'union familiale et les pouvoirs magiques. Une autre allusion, indirecte celle-là, aux fleurs, se retrouve dans le nom de la ville, Kōyō-chō (光陽町), qui signifie « ville de la lumière du soleil », rappelant l'effet bénéfique du soleil sur les plantes.

## Sortie et ventes
Shuffle! fut connu avant sa sortie, car il s'agissait du premier jeu produit par la société Navel qui venait alors de faire son apparition, et qui était composée de membres de l'ancien éditeur BasiL (créateur de Cherry Petals Fall Like Teardrops), en particulier Hiro Suzuhira et Aoi Nishimata, les illustrateurs de Shuffle!. Une Édition Limitée parut le 30 janvier 2004, incluant un artbook d'illustrations des personnages par douze dessinateurs célèbres et une boîte spéciale. La date était risquée car c'était aussi la date de sortie de Fate/stay night, une visual novel très attendue de Type-Moon. En dépit de cette concurrence, Shuffle! se vendit bien, beaucoup d'otaku ayant commandé les deux jeux. Shuffle! devint la seconde meilleure vente de la seconde quinzaine de janvier 2004 au Japon, juste derrière Fate/stay night. La « Normal Edition » sortit le 27 février 2004, en un DVD au lieu de 3 CD, et incluait un porte-clés original par Shirotama & Kurotama. La « Standard Edition » sortit le 17 décembre, toujours sur un DVD. Les trois versions étaient vendues au prix de 9240 yen.
Shuffle! On The Stage sortit le 20 octobre 2005 sur PlayStation 2 et se vendit bien pour une visual novel pendant la première semaine : 29732 exemplaires étaient vendus le 23 octobre. Il était vendu en deux versions :
- la version normale avec juste le jeu à 7140 yen ;
- la version « DX » à 9240 yen, qui incluait une figurine de Lisianthus de 12 cm, un CD de la bande originale et un nettoyeur de téléphone portable[7].

### Chiffres des ventes
Les chiffres présentés ici représentent les ventes au Japon uniquement, et sont spécifiques à chaque medium. Les jeux PC ont des statistiques séparées des autres jeux vidéo. Les statistiques pour Shuffle! On the Stage incluent les deux versions du jeu.
| Date                          | Position |
| ----------------------------- | -------- |
| 2e quinzaine de janvier 2004  | #2       |
| 1re quinzaine de février 2004 | #18      |
| 2e quinzaine de février 2004  | #50      |

| Date                         | Position |
| ---------------------------- | -------- |
| 2e quinzaine de février 2004 | #9       |
| 1re quinzaine de mars 2004   | #5       |
| 2e quinzaine de mars 2004    | #41      |
| 1re quinzaine d'avril 2004   | #49      |

| Date                              | Position |
| --------------------------------- | -------- |
| N'est jamais entré dans le top 50 | N/A      |

| Date                  | Position |
| --------------------- | -------- |
| 17 au 23 octobre 2005 | #6       |

## Adaptations
Toutes les adaptations de Shuffle! sont non-pornographiques, mais elles incluent des scènes de fan service et de nudité soft.

### Manga
Deux séries officielles de Shuffle! en manga ont été produites par Kadokawa Shoten ; elles sont d'abord apparues dans le mangazine Comptiq. La première, intitulée Shuffle! Days In The Bloom, est illustrée par Shiroi Kusaka et comprend cinq volumes vendus chacun 567 yen. Days In The Bloom commença à être publié en décembre 2003, un mois avant la sortie de la visual novel, pour faire de la publicité pour le jeu.
La seconde série est une anthologie intitulée Shuffle! Comic à la Carte (SHUFFLE! コミックアラカルト) et illustrée par différents artistes. Elle est également publiée en cinq volumes, vendus 588 yen chacun.

### Séries animées
Naoto Hosoda réalisa une adaptation animée de Shuffle! avec un DVD d'introduction spécial sorti en mai 2005, diffusée au Japon sur WOWOW du 7 juillet 2005 au 5 janvier 2006 en 24 épisodes. La série animée combine des éléments de chaque scénario du jeu en une seule histoire, mais il diffère du jeu en ajoutant certains éléments, comme les fan-clubs formés autour de Sia, Kaede et Nerine (ils n'étaient que brièvement mentionnés dans le jeu) et en retirant certains éléments comme les scènes érotiques. La série est maintenant sous licence de FUNimation pour une sortie en DVD au printemps 2008. Un représentant de FUNimation indique que, contrairement à ce qu'annonçaient les rumeurs, la série ne sera ni modifiée ni coupée.
Une autre série animée, de 12 épisodes, intitulée Shuffle! Memories, est diffusée depuis le 6 janvier 2007. Elle reprend la première série animée Shuffle!, réarrangeant les scènes dans des épisodes spécifiques aux personnages. Il y a peu de contenu original, sinon l'utilisation pour les génériques de début et de fin des thèmes des personnages sur le CD, les vidéos des génériques, et le dernier épisode qui est spécifique à cette série.

### Character novels
Kadokawa Shoten a publié sept character novels (livres racontant l'histoire d'un personnage) en vente à 945 yen chacun. Il s'agit des histoires de Lisianthus, Nerine, Kaede, Asa, Primula, Kareha et Mayumi.

### Audio dramas
Shuffle! a également fait l'objet de sept adaptations en audio drama (série audio) sur CD, chacune mettant l'accent sur une des filles de l'histoire, y compris Kareha et Mayumi de On The Stage. Il existe également une série radiophonique Shuffle! Charadio: Verbena Academy Broadcasting Department (SHUFFLE!キャラジオ バーベナ学園放送部) racontée par Lisianthus et Nerine. Le terme charadio (キャラジオ, kyarajio) combine les mots character (キャラクタ, kyarakuta) (personnage) et radio (ラジオ, rajio), et désigne un show radiophonique présenté par les personnages (ou plutôt leurs comédiens de doublage).

## Suites
Shuffle! a deux suites directes qui sont la continuité des fins de certains personnages. Cela suggère que Navel projette de créer sept suites, une pour chaque personnage ; cependant, aucune autre suite n'est annoncée depuis Really? Really! et l'éditeur travaille actuellement sur un autre projet, Oretachi ni Tsubasa wa Nai.

### Tick! Tack!
Tick! Tack! est la suite pour Nerine. Celle-ci voyage dans le temps et rencontre son père, Forbesii, avant son mariage et la conception de Nerine. Le jeu incorpore un système qui permet au joueur de rectifier le cours normal du temps, ou au contraire de le changer complètement.

### Really? Really!
Really? Really! est la suite pour Kaede, il ne s'agit donc pas de la suite de Tick! Tack!. Dans le jeu, Kaede perd la mémoire et Rin tente de reconstituer ses souvenirs. Le système « Really ! » inclus dans le jeu demande au joueur de corriger les erreurs dans les souvenirs de Kaede, faisant de ce jeu le plus compliqué des trois.